# Сан Коно
Сан Ко̀но (на италиански: San Cono, на сицилиански Santu Conu, Санту Кону) е малко градче и община в Южна Италия, провинция Катания, автономен регион и остров Сицилия. Разположено е на 525 m надморска височина. Населението на общината е 2764 души (към 2012 г.).